# يان بيركيلوند
يان بيركيلوند (بالنرويجية: Jan Birkelund)‏ (و. 1950 – 1983 م) هو لاعب كرة قدم نرويجي، ولد في أوسلو، مركز لعبه هو قلب الدفاع، توفي في أوسلو، عن عمر يناهز 33 عاماً.

## روابط خارجية
- يان بيركيلوند على موقع اتحاد النرويج (النرويجية)
- يان بيركيلوند على موقع قاعدة بيانات كرة القدم.إي يو (الإنجليزية)
- يان بيركيلوند على موقع ناشيونال فوتبول تيمز (الإنجليزية)
- يان بيركيلوند على موقع عالم كرة القدم.نت (الإنجليزية)